# Embelia elevativena
Embelia elevativena là một loài thực vật có hoa trong họ Anh thảo. Loài này được Kaneh. & Hatus. mô tả khoa học đầu tiên năm 1943.